# Lachenalia arbuthnotiae
Lachenalia arbuthnotiae är en sparrisväxtart som beskrevs av Winsome Fanny 'Buddy' Barker. Lachenalia arbuthnotiae ingår i släktet Lachenalia och familjen sparrisväxter. Inga underarter finns listade i Catalogue of Life.